# Evágoras de Esparta
Evágoras de ESparta (en griego antiguo: Εὐαγόρας, romanizado: Evagoras) fue un antiguo atleta griego del siglo VI a. C. de Esparta, que se coronó tres veces vencedor de la prueba de  carreras de carros en los 58.º Juegos Olímpicos  (548 a. C., 59.º (544 a. C.) y 60.º (540 a. C.) Honró a los caballos con los que ganó las carreras con una magnífica ceremonia funeraria erigiéndoles una estatua en Olimpia.